# Jolanta Jakima-Zerek
Jolanta Jakima-Zerek (ur. w 1944 w Sanoku, zm. 2016) – polska malarka, rysowniczka i ilustratorka, wykładowczyni Politechniki Rzeszowskiej.

## Życiorys
Absolwentka II Liceum Ogólnokształcącego w Sanoku z 1961. Studia ukończyła w Państwowej Wyższej Szkole Sztuk Plastycznych w Łodzi. Dyplom otrzymała w 1968 na Wydziale Ubioru. Była trzykrotną stypendystką Ministra Kultury i Sztuki (pierwszy raz w 1969 roku). Namalowała m.in. Drogę Krzyżową do Kościoła pw. Podniesienia Krzyża w Rzeszowie. Ma na swoim koncie ponad pięćdziesiąt wystaw indywidualnych malarstwa, rysunku i rysunku żurnalowego w różnych miastach Polski. W 1984 zdobyła główną nagrodę w dziedzinie malarstwa profesjonalnego na XVI Ogólnopolskim Turnieju Poetyckim i Plastycznym „O Złotą Lampkę Górniczą” w Wałbrzychu za obraz pt. Wygaszanie ognia. W grudniu 1990 została laureatką Olimpijskiego Konkursu Sztuki w dziedzinie malarstwa. Do 1992 jej prace były prezentowane na 46 wystawach indywidualnych i 20 zbiorowych, zaś w tymże roku otrzymała nagrodę wojewody rzeszowskiego dla osób zasłużonych w dziedzinie kultury i sztuki. Zmarła w 2016.